# Daimonin
Daimonin è un videogioco open source facente parte delle categorie degli MMORPG e MUD fantasy, uscito nel 2003.
Funziona sotto Linux, MS Windows e tutti i sistemi operativi che usano X11 come gestore grafico (e quindi FreeBSD, UNIX ...). È distribuito sotto licenza GNU GPL, quindi sono disponibili anche tutti i sorgenti.

## Modalità di gioco
Ogni giocatore può creare e gestire un personaggio e con esso esplorare il mondo, combattere, comprare e vendere, interagire con gli altri utenti, e partecipare alla comunità scrivendo sul forum di gioco.
Lo scopo del gioco è quello di combattere i mostri o PNG (personaggi non giocanti) che infestano il mondo di Daimonin, risolvere quest, potenziare il proprio personaggio acquisendo nuove armi e armature più potenti per poter affrontare nemici sempre più forti.
L'interfaccia è in inglese.
Il gioco è composto da tre programmi:
1. il server
2. il client
3. l'editor delle mappe

### Server

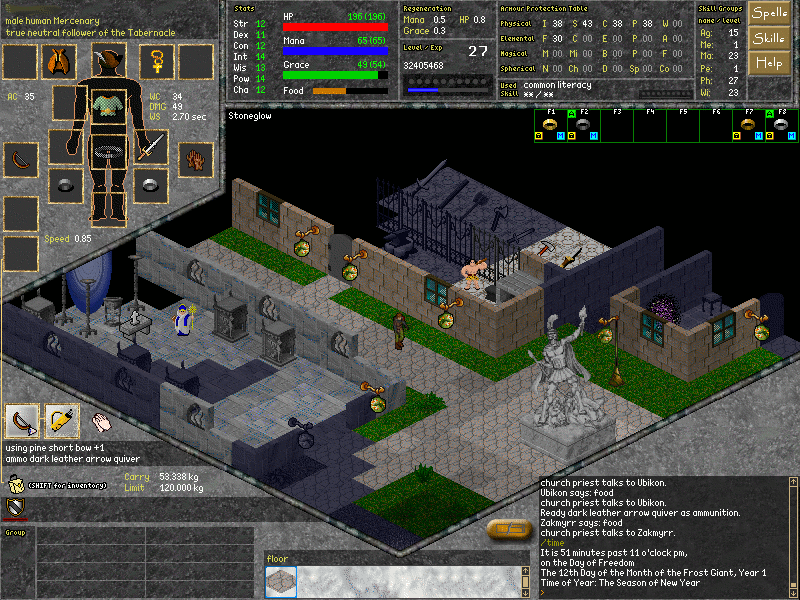
Il villaggio di Stoneglow, su Linux

Il server di Daimonin è un programma che gestisce il gioco e tutti gli utenti che stanno giocando. Attualmente vi è un solo server attivo (oltre al server di test) ed è possibile collegarsi solo a quello.
Il server è installato su un computer che rimane acceso 24 ore su 24 permettendo a tutti gli utenti del mondo di collegarsi a qualsiasi ora e di giocare.
L'utente del gioco non ha bisogno di installare il server sul suo computer, a meno che non voglia giocare come monoutente senza dover essere collegato a internet o giocare nella rete locale con altri amici.

### Client
Il client è il programma che permette di collegarsi al server e di giocare a Daimonin, quindi per poter giocare occorre installarlo sul proprio computer.
Per poter giocare occorre essere collegati a internet (o avere installato il server sul proprio pc, ma in questo modo si giocherà come monoutente o con più utenti solo all'interno della propria rete locale).

### Editor delle mappe
L'editor delle mappe permette di visualizzare e modificare le mappe esistenti e di crearne delle nuove. Tutti gli utenti del programma possono creare delle nuove mappe e spedirle all'home page del gioco, se saranno ritenute idonee verranno successivamente inserite nel gioco al prossimo update.
Un utente normale non ha bisogno di installarlo.

## Sviluppo
Il gioco è sviluppato in C, Java e Python.